# Saxifraga cebennensis
Saxifraga cebennensis är en stenbräckeväxtart som beskrevs av Georges Rouy och Camus. Saxifraga cebennensis ingår i Bräckesläktet som ingår i familjen stenbräckeväxter. Inga underarter finns listade i Catalogue of Life.

## Bildgalleri

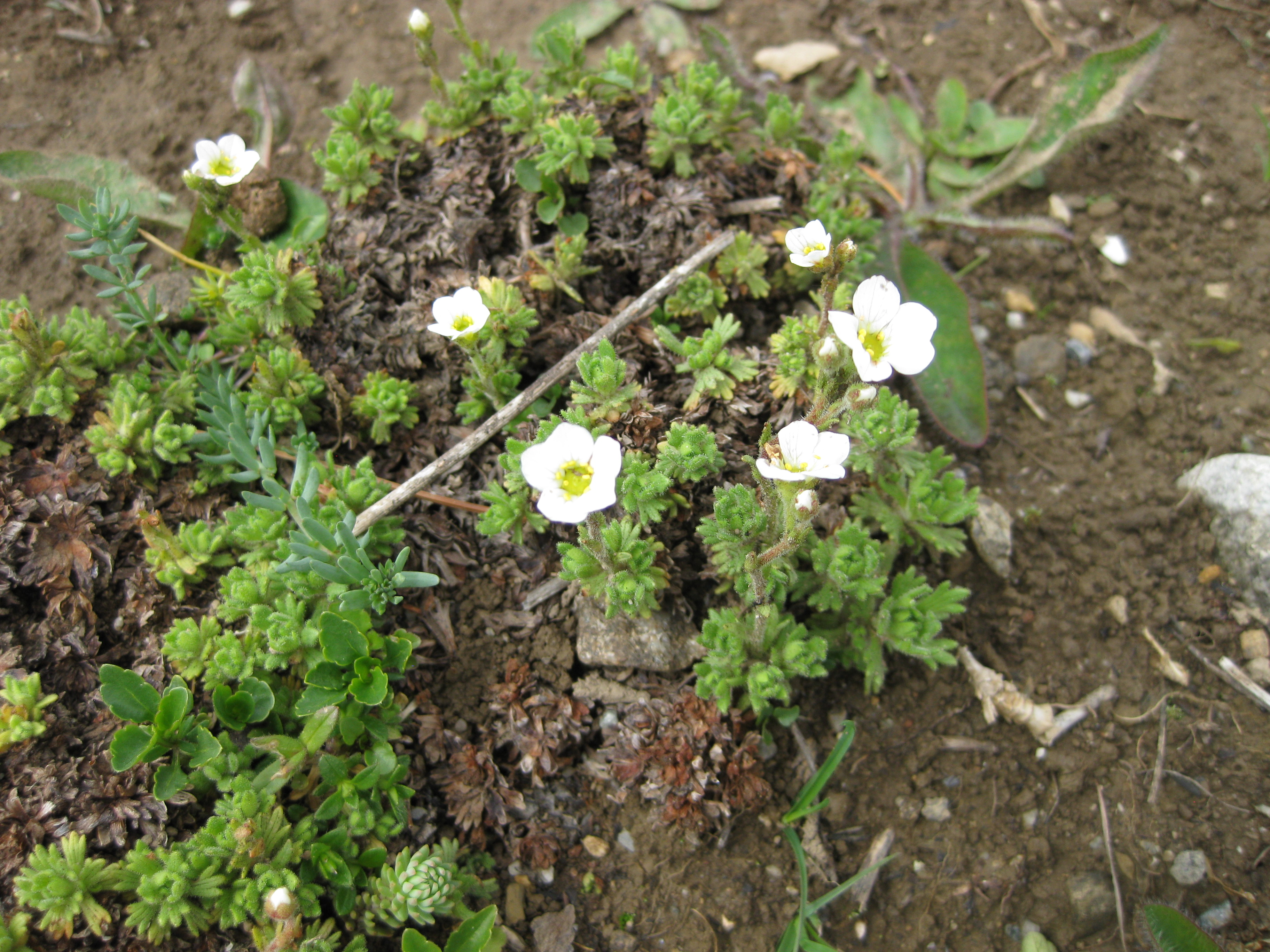
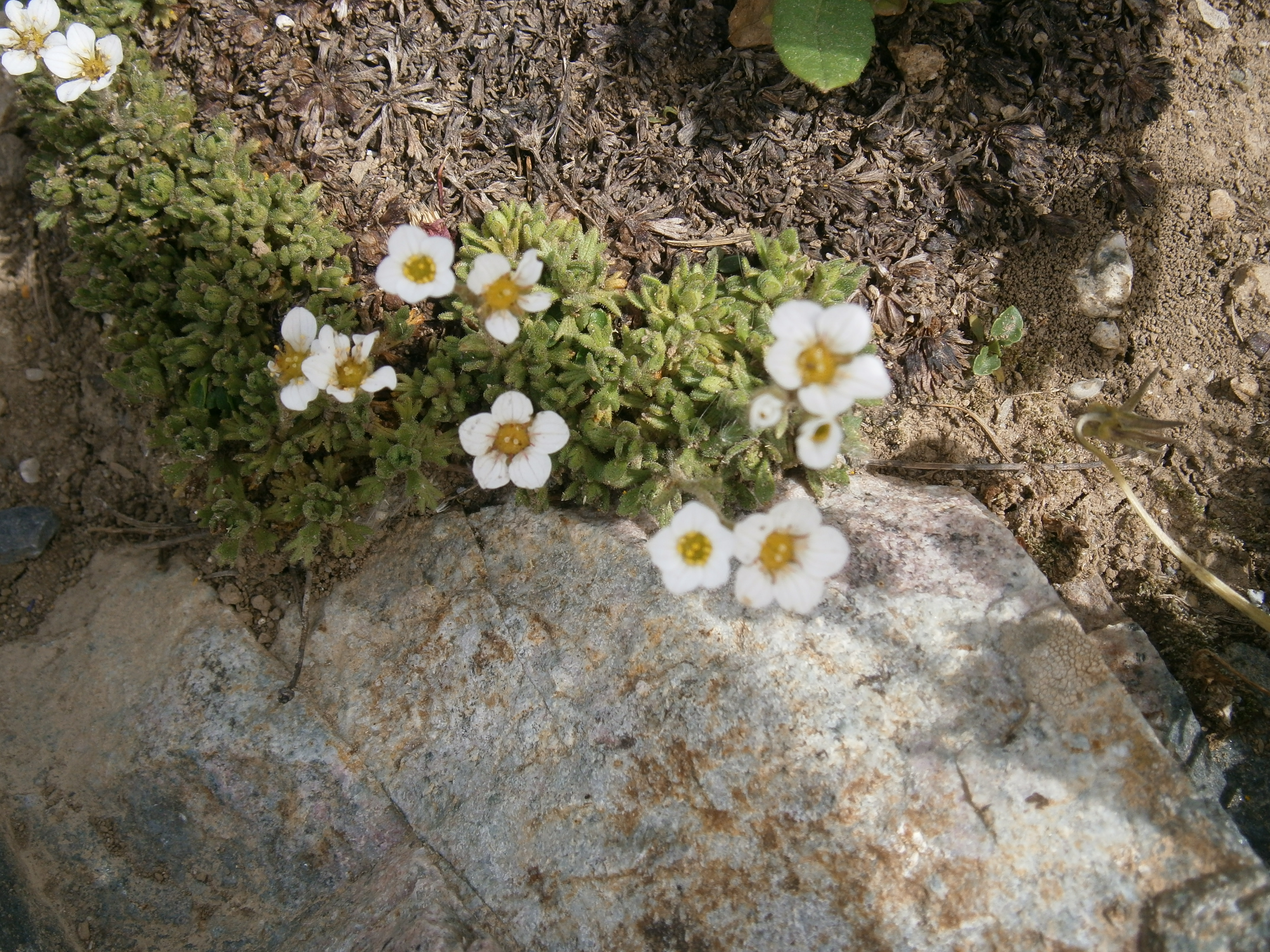
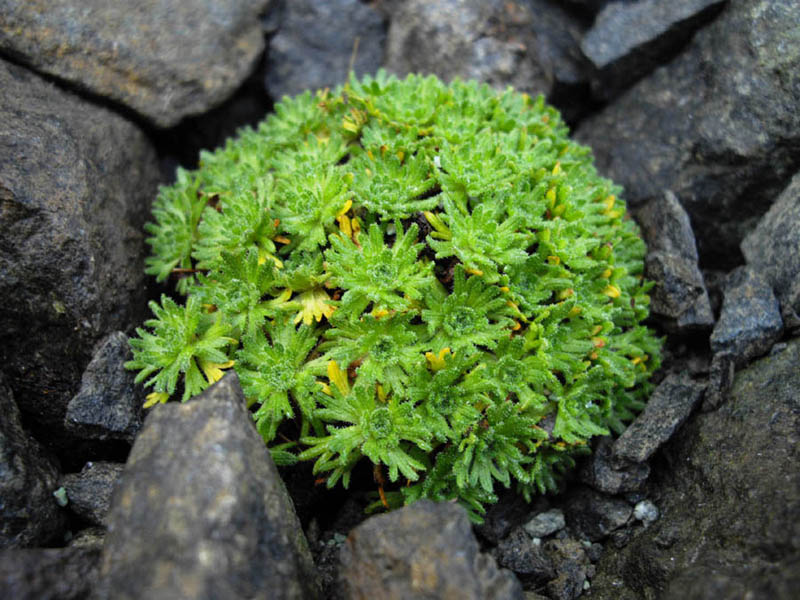
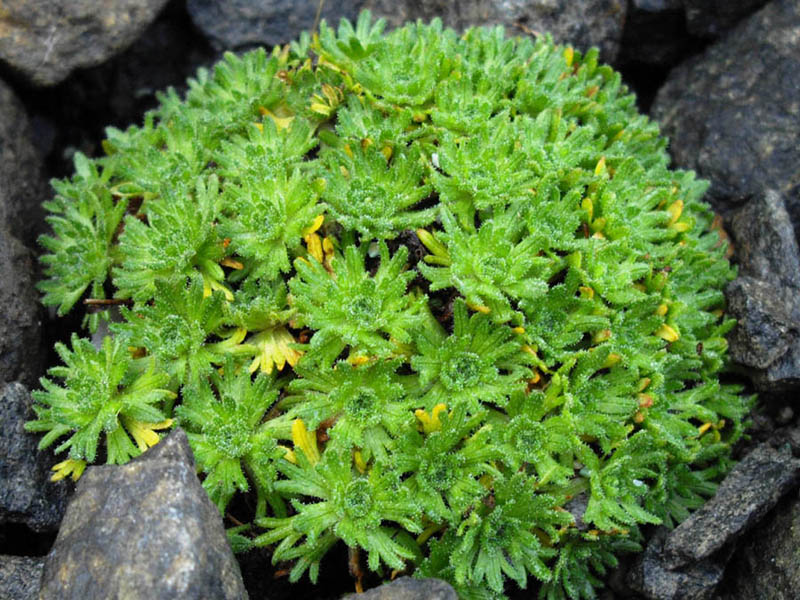
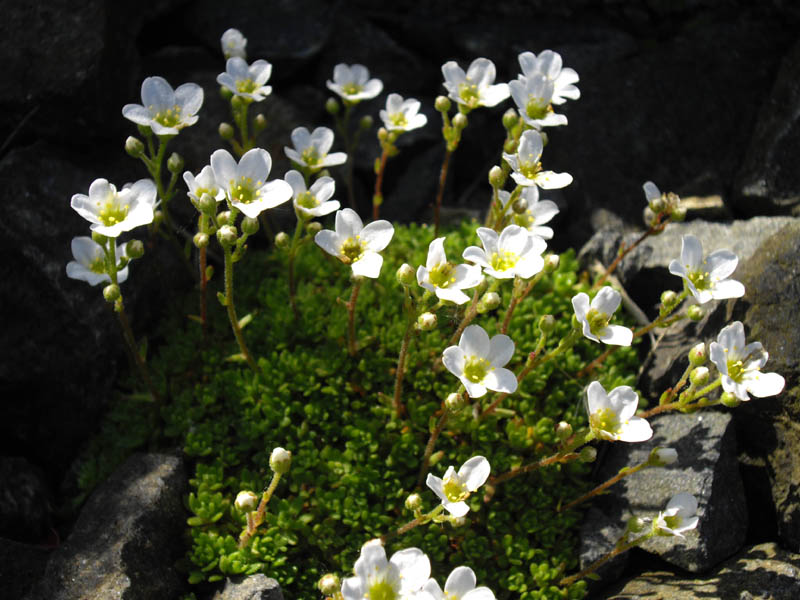
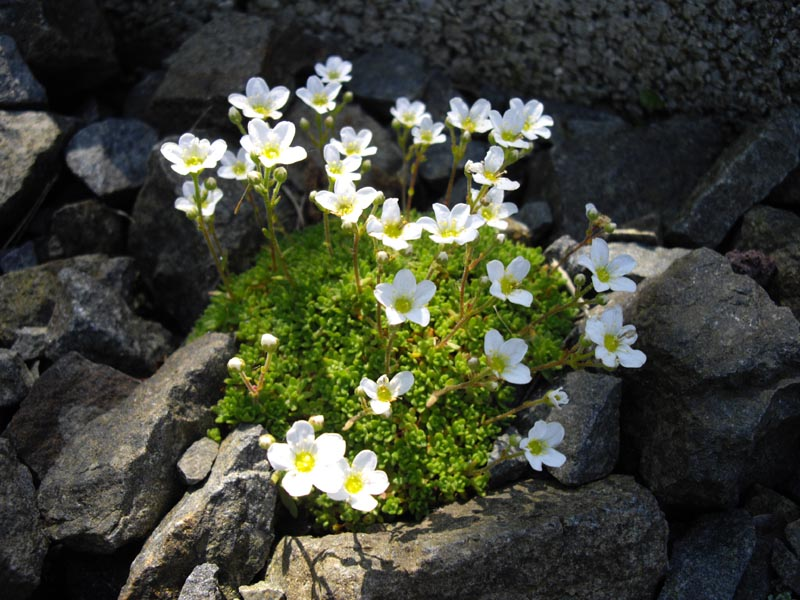